# Trzebiełuch
Trzebiełuch – niem. Radmannsdorf) wieś w Polsce położona w województwie kujawsko-pomorskim, w powiecie chełmińskim, w gminie Stolno. Przez wieś przechodzi droga krajowa nr .

## Podział administracyjny
W latach 1975–1998 miejscowość administracyjnie należała do województwa toruńskiego.

## Demografia
Według Narodowego Spisu Powszechnego (III 2011 r.) wieś liczyła 170 mieszkańców. Jest dziesiątą co do wielkości miejscowością gminy Stolno.
W latach 1939–1945 położona była w okręgu Rzeszy Gdańsk-Prusy Zachodnie, w rejencji bydgoskiej (Regierungsbezirk Bromberg), w powiecie Chełmno (Kreis Kulm).

## Historia
Trzebiełuch  za czasów krzyżackich nazywał się Skretolog, później był majątkiem szlacheckim. W 1617 mieszkali Sokołowscy za przywilejem biskupa Leskiego. W 1789 mieszkali Gółkowscy, później właścicielami była rodzina Nonnenberg. W 1865 właścicielem był Eugen Radman, w owym czasie wieś nazywała się Radmannsdorf, później majątek należał do rodu Streckerów. W 1885 w miejscowości było 7 domów zamieszkałych przez 78 katolików i 43 ewangelików, istniała też w tym czasie we wsi szkoła i urząd pocztowy. W 1907 Maria Strecker sprzedała majątek pruskiej komisji kolonizacyjnej, komisja rozdzieliła ziemie wśród niemieckich kolonistów. Synem Streckerów był Karl Strecker, generał brygady Wermachtu.
W latach 1939 - 1942 dotychczasową nazwą wsi było Radmannsdorf, lecz po przeprowadzonej zamianie nazw miejscowości w Okręgu Rzeszy Gdańsk-Prusy Zachodnie, w latach 1942 - 1945 nazywała się Radmannsdorf (Westpreussen).